# Camps préhistoriques des Matignons
Les camps préhistoriques des Matignons sont un site archéologique situé près du hameau des Matignons sur la commune de Juillac-le-Coq, dans le département de la Charente. Il a donné son nom à la culture néolithique dite des Matignons.

## Le site archéologique
Le site comporte deux camps (dénommés camps I et II) de forme ovale qui se recoupent en partie, d'un diamètre respectif de 290 m et 220 m. Les deux camps sont délimités à chaque fois par une enceinte constituée de deux fossés creusés en parallèle avec un rempart édifié au milieu. Les fossés ont des parois verticales et peuvent atteindre par endroits 2 m de profondeur. Les remparts ont été construits avec les blocs de pierre de craie mis au jour lors du creusement des fossés, la face externe étant constituée en gros appareil, sur une hauteur pouvant atteindre 2,50 m. L'ensemble de ces travaux de construction a dû exiger une main-d’œuvre importante.
Les enceintes devaient renfermer des habitations dont on ignore la forme.